# 2024-es Formula–E London nagydíj
A 2024-es Formula–E London nagydíj egy két fordulóból álló versenyhétvége volt, melyet július 20-án és 21-én rendeztek meg az ExCel London nevű rendezvény- és kiállítóközpontban és környékén. Ez volt a 2023-24-es szezon utolsó két versenye, a tizenötödik és a tizenhatodik fordulója. A pálya különlegessége, hogy az ExCel Londonba is bemegy, így ez egy kinti és benti versenypálya. A versenyek magyar idő szerint este 6 órakor rajtoltak, amit mindkét napon az Eurosport 2 közvetített élőben. Az első versenyt Pascal Wehrlein, míg a másodikat Oliver Rowland nyerte meg. Az utolsó versenyen dőltek el a világbajnoki címek sorsa, a pilótáknál Pascal Wehrlein, a csapatoknál a  Jaguar TCS Racing, míg a gyártóknál a Jaguar vihette haza a világbajnoki trófeát.

## 1. verseny

### 1. szabadedzés
| Poz. | #  | Versenyző              | Csapat                           | Idő      | Különbség |
| ---- | -- | ---------------------- | -------------------------------- | -------- | --------- |
| 1    | 25 | Jean-Éric Vergne       | DS Penske                        | 1:11.290 | N/A       |
| 2    | 16 | Sébastien Buemi        | Envision Racing                  | 1:11.318 | +0.028    |
| 3    | 5  | Jake Hughes            | NEOM McLaren Formula E Team      | 1:11.348 | +0.058    |
| 4    | 9  | Mitch Evans            | Jaguar TCS Racing                | 1:11.355 | +0.065    |
| 5    | 4  | Robin Frijns           | Envision Racing                  | 1:11.436 | +0.146    |
| 6    | 7  | Maximilian Günther     | Maserati MSG Racing              | 1:11.455 | +0.165    |
| 7    | 13 | António Félix da Costa | TAG Heuer Porsche Formula E Team | 1:11.527 | +0.237    |
| 8    | 2  | Stoffel Vandoorne      | DS Penske                        | 1:11.563 | +0.273    |
| 9    | 22 | Oliver Rowland         | Nissan Formula E Team            | 1:11.574 | +0.284    |
| 10   | 8  | Sam Bird               | NEOM McLaren Formula E Team      | 1:11.580 | +0.290    |
| 11   | 37 | Nick Cassidy           | Jaguar TCS Racing                | 1:11.662 | +0.372    |
| 12   | 48 | Edoardo Mortara        | Mahindra Racing                  | 1:11.745 | +0.455    |
| 13   | 94 | Pascal Wehrlein        | TAG Heuer Porsche Formula E Team | 1:11.755 | +0.465    |
| 14   | 23 | Sacha Fenestraz        | Nissan Formula E Team            | 1:11.782 | +0.492    |
| 15   | 1  | Jake Dennis            | Andretti Formula E               | 1:11.786 | +0.496    |
| 16   | 3  | Sérgio Sette Câmara    | ERT Formula E Team               | 1:11.810 | +0.520    |
| 17   | 11 | Lucas di Grassi        | ABT CUPRA Formula E Team         | 1:11.817 | +0.527    |
| 18   | 21 | Nyck de Vries          | Mahindra Racing                  | 1:11.874 | +0.584    |
| 19   | 17 | Norman Nato            | Andretti Formula E               | 1:12.074 | +0.784    |
| 20   | 51 | Nico Müller            | ABT CUPRA Formula E Team         | 1:12.107 | +0.817    |
| 21   | 33 | Dan Ticktum            | ERT Formula E Team               | 1:12.364 | +1.074    |
| 22   | 18 | Jehan Daruvala         | Maserati MSG Racing              | 1:12.455 | +1.165    |

### 2. szabadedzés
| Poz. | #  | Versenyző              | Csapat                           | Idő      | Különbség |
| ---- | -- | ---------------------- | -------------------------------- | -------- | --------- |
| 1    | 4  | Robin Frijns           | Envision Racing                  | 1:10.544 | N/A       |
| 2    | 22 | Oliver Rowland         | Nissan Formula E Team            | 1:10.662 | +0.118    |
| 3    | 16 | Sébastien Buemi        | Envision Racing                  | 1:10.679 | +0.135    |
| 4    | 37 | Nick Cassidy           | Jaguar TCS Racing                | 1:10.748 | +0.204    |
| 5    | 94 | Pascal Wehrlein        | TAG Heuer Porsche Formula E Team | 1:10.769 | +0.225    |
| 6    | 1  | Jake Dennis            | Andretti Formula E               | 1:10.802 | +0.258    |
| 7    | 9  | Mitch Evans            | Jaguar TCS Racing                | 1:10.836 | +0.292    |
| 8    | 23 | Sacha Fenestraz        | Nissan Formula E Team            | 1:10.882 | +0.338    |
| 9    | 33 | Dan Ticktum            | ERT Formula E Team               | 1:10.906 | +0.362    |
| 10   | 25 | Jean-Éric Vergne       | DS Penske                        | 1:10.931 | +0.387    |
| 11   | 8  | Sam Bird               | NEOM McLaren Formula E Team      | 1:10.965 | +0.421    |
| 12   | 7  | Maximilian Günther     | Maserati MSG Racing              | 1:10.999 | +0.455    |
| 13   | 11 | Lucas di Grassi        | ABT CUPRA Formula E Team         | 1:11.012 | +0.468    |
| 14   | 2  | Stoffel Vandoorne      | DS Penske                        | 1:11.023 | +0.479    |
| 15   | 17 | Norman Nato            | Andretti Formula E               | 1:11.062 | +0.518    |
| 16   | 48 | Edoardo Mortara        | Mahindra Racing                  | 1:11.075 | +0.531    |
| 17   | 51 | Nico Müller            | ABT CUPRA Formula E Team         | 1:11.089 | +0.545    |
| 18   | 5  | Jake Hughes            | NEOM McLaren Formula E Team      | 1:11.149 | +0.605    |
| 19   | 13 | António Félix da Costa | TAG Heuer Porsche Formula E Team | 1:11.287 | +0.743    |
| 20   | 21 | Nyck de Vries          | Mahindra Racing                  | 1:11.399 | +0.855    |
| 21   | 18 | Jehan Daruvala         | Maserati MSG Racing              | 1:11.427 | +0.883    |
| 22   | 3  | Sérgio Sette Câmara    | ERT Formula E Team               | 1:11.454 | +0.910    |

### Időmérő
Formula E-s időmérős formátum: A csoportból az első 4 jut tovább a párbajba. A csoportba a világbajnoki tabella alapján kerülnek be a versenyzők, a páratlanok az A, míg a páros helyezettek a B csoportba kerülnek. A csoportkörben a versenyzők maximum 300kW energiát használhatnak fel, míg a párbajok során ez a szám 350kW-ra emelkedik. Aki megszerzi az első rajtkockát, 3 világbajnoki pontot szerez.

#### Csoportkör

##### A csoport
| Poz. | #  | Versenyző          | Csapat                           | Idő      | Különbség |
| ---- | -- | ------------------ | -------------------------------- | -------- | --------- |
| 1    | 94 | Pascal Wehrlein    | TAG Heuer Porsche Formula E Team | 1:10.927 | N/A       |
| 2    | 16 | Sébastien Buemi    | Envision Racing                  | 1:11.119 | +0.192    |
| 3    | 22 | Oliver Rowland     | Nissan Formula E Team            | 1:11.121 | +0.194    |
| 4    | 4  | Robin Frijns       | Envision Racing                  | 1:11.188 | +0.261    |
|      |    |                    |                                  |          |           |
| 5    | 1  | Jake Dennis        | Andretti Formula E               | 1:11.304 | +0.377    |
| 6    | 8  | Sam Bird           | NEOM McLaren Formula E Team      | 1:11.442 | +0.515    |
| 7    | 21 | Nyck de Vries      | Mahindra Racing                  | 1:11.487 | +0.560    |
| 8    | 48 | Edoardo Mortara    | Mahindra Racing                  | 1:11.548 | +0.621    |
| 9    | 37 | Nick Cassidy       | Jaguar TCS Racing                | 1:11.551 | +0.624    |
| 10   | 3  | Sérgio Sete Câmara | ERT Formula E Team               | 1:11.799 | +0.872    |
| 11   | 5  | Jake Hughes        | NEOM McLaren Formula E Team      | 1:13.888 | +2.961    |

##### B csoport
| Poz. | #  | Versenyző              | Csapat                           | Idő      | Különbség |
| ---- | -- | ---------------------- | -------------------------------- | -------- | --------- |
| 1    | 9  | Mitch Evans            | Jaguar TCS Racing                | 1:10.878 | N/A       |
| 2    | 51 | Nico Müller            | ABT CUPRA Formula E Team]]       | 1:10.894 | +0.016    |
| 3    | 17 | Norman Nato            | Andretti Formula E               | 1:10.940 | +0.062    |
| 4    | 25 | Jean-Éric Vergne       | DS Penske                        | 1:10.955 | +0.077    |
|      |    |                        |                                  |          |           |
| 5    | 13 | António Félix da Costa | TAG Heuer Porsche Formula E Team | 1:10.990 | +0.112    |
| 6    | 7  | Maximilian Günther     | Maserati MSG Racing              | 1:11.011 | +0.133    |
| 7    | 23 | Sacha Fenestraz        | Nissan Formula E Team            | 1:11.057 | +0.179    |
| 8    | 18 | Jehan Daruvala         | Maserati MSG Racing              | 1:11.101 | +0.223    |
| 9    | 2  | Stoffel Vandoorne      | DS Penske                        | 1:11.125 | +0.247    |
| 10   | 33 | Dan Ticktum            | ERT Formula E Team               | 1:11.136 | +0.258    |
| 11   | 11 | Lucas di Grassi        | ABT CUPRA Formula E Team         | 1:11.235 | +0.357    |

#### Párbaj
|  | Negyeddöntő | Negyeddöntő      | Negyeddöntő      |                 |  | Középdöntő | Középdöntő | Középdöntő |  |  | Döntő | Döntő | Döntő |  |
|  |             |                  |                  |                 |  |            |            |            |  |  |       |       |       |  |
|  | A2          | Sébastien Buemi  | Sébastien Buemi  |                 |  |            |            |            |  |  |       |       |       |  |
|  | A2          | Sébastien Buemi  | Sébastien Buemi  |                 |  |            |            |            |  |  |       |       |       |  |
|  | A3          | Oliver Rowland   | Oliver Rowland   |                 |  |            |            |            |  |  |       |       |       |  |
|  | A3          | Oliver Rowland   | Oliver Rowland   | Sébastien Buemi |  |            |            |            |  |  |       |       |       |  |
|  |             |                  |                  |                 |  |            |            |            |  |  |       |       |       |  |
|  |             |                  | Pascal Wehrlein  |                 |  |            |            |            |  |  |       |       |       |  |
|  | A1          | Pascal Wehrlein  | Pascal Wehrlein  |                 |  |            |            |            |  |  |       |       |       |  |
|  | A1          | Pascal Wehrlein  | Pascal Wehrlein  |                 |  |            |            |            |  |  |       |       |       |  |
|  | A4          | Robin Frijns     | Robin Frijns     |                 |  |            |            |            |  |  |       |       |       |  |
|  | A4          | Robin Frijns     | Robin Frijns     | Mitch Evans     |  |            |            |            |  |  |       |       |       |  |
|  |             |                  |                  |                 |  |            |            |            |  |  |       |       |       |  |
|  |             |                  | Sébastien Buemi  |                 |  |            |            |            |  |  |       |       |       |  |
|  | B2          | Norman Nato      | Norman Nato      |                 |  |            |            |            |  |  |       |       |       |  |
|  | B2          | Norman Nato      | Norman Nato      |                 |  |            |            |            |  |  |       |       |       |  |
|  | B3          | Nico Müller      | Nico Müller      |                 |  |            |            |            |  |  |       |       |       |  |
|  | B3          | Nico Müller      | Nico Müller      | Mitch Evans     |  |            |            |            |  |  |       |       |       |  |
|  |             |                  |                  |                 |  |            |            |            |  |  |       |       |       |  |
|  |             |                  | Norman Nato      |                 |  |            |            |            |  |  |       |       |       |  |
|  | B1          | Mitch Evans      | Mitch Evans      |                 |  |            |            |            |  |  |       |       |       |  |
|  | B1          | Mitch Evans      | Mitch Evans      |                 |  |            |            |            |  |  |       |       |       |  |
|  | B4          | Jean-Éric Vergne | Jean-Éric Vergne |                 |  |            |            |            |  |  |       |       |       |  |

#### Időmérő eredményének összefoglalója
| Poz. | #  | Versenyző              | Csapat              | A        | B        | ND       | KD       | D        | Rajtrács |
| ---- | -- | ---------------------- | ------------------- | -------- | -------- | -------- | -------- | -------- | -------- |
| 1.   | 9  | Mitch Evans            | Jaguar              | N/A      | 1:10.878 | 1:10.283 | 1:10.835 | 1:10.622 | 1.       |
| 2.   | 16 | Sébastien Buemi        | Envision            | 1:11.119 | N/A      | 1:10.791 | 1:10.402 | 1:10.691 | 2.       |
| 3.   | 94 | Pascal Wehrlein        | Porsche             | 1:10.927 | N/A      | 1:10.970 | 1:10.827 | N/A      | 3.       |
| 4.   | 17 | Norman Nato            | Andretti            | N/A      | 1:10.940 | 1:10.889 | 1:11.019 | N/A      | 4.       |
| 5.   | 25 | Jean-Éric Vergne       | DS Penske           | N/A      | 1:10.955 | 1:10.652 | N/A      | N/A      | 5.       |
| 6.   | 51 | Nico Müller            | ABT CUPRA           | N/A      | 1:10.894 | 1:10.972 | N/A      | N/A      | 6.       |
| 7.   | 22 | Oliver Rowland         | Nissan              | 1:11.121 | N/A      | 1:10.999 | N/A      | N/A      | 7.       |
| 8.   | 4  | Robin Frijns           | Envision            | 1:11.188 | N/A      | 1:11.009 | N/A      | N/A      | 8.       |
| 9.   | 13 | António Félix da Costa | Porsche             | N/A      | 1:10.990 | N/A      | N/A      | N/A      | 9.       |
| 10.  | 1  | Jake Dennis            | Andretti            | 1:11.304 | N/A      | N/A      | N/A      | N/A      | 10.      |
| 11.  | 7  | Maximilian Günther     | Maserati MSG Racing | N/A      | 1:11.011 | N/A      | N/A      | N/A      | 11.      |
| 12.  | 8  | Sam Bird               | McLaren             | 1:11.442 | N/A      | N/A      | N/A      | N/A      | 12.      |
| 13.  | 23 | Sacha Fenestraz        | Nissan              | N/A      | 1:11.057 | N/A      | N/A      | N/A      | 13.      |
| 14.  | 21 | Nyck de Vries          | Mahindra            | 1:11.487 | N/A      | N/A      | N/A      | N/A      | 14.      |
| 15.  | 18 | Jehan Daruvala         | Maserati MSG Racing | N/A      | 1:11.101 | N/A      | N/A      | N/A      | 15.      |
| 16.  | 48 | Edoardo Mortara        | Mahindra            | 1:11.548 | N/A      | N/A      | N/A      | N/A      | 16.      |
| 17.  | 2  | Stoffel Vandoorne      | DS Penske           | N/A      | 1:11.125 | N/A      | N/A      | N/A      | 20.      |
| 18.  | 37 | Nick Cassidy           | Jaguar              | 1:11.551 | N/A      | N/A      | N/A      | N/A      | 17.      |
| 19.  | 33 | Dan Ticktum            | ERT                 | N/A      | 1:11.136 | N/A      | N/A      | N/A      | 18.      |
| 20.  | 3  | Sérgio Sette Câmara    | ERT                 | 1:11.799 | N/A      | N/A      | N/A      | N/A      | 22.      |
| 21.  | 11 | Lucas di Grassi        | ABT CUPRA           | N/A      | 1:11.235 | N/A      | N/A      | N/A      | 19.      |
| 22.  | 5  | Jake Hughes            | McLaren             | 1:13.888 | N/A      | N/A      | N/A      | N/A      | 21.      |

1. ↑  3 rajthelyes büntetést kapott, mert az időmérőn feltartotta Sacha Fenestraz-t
2. ↑  30 rajthelyes büntetést kapott, 20-at az inverter cseréért, 10-et amiért összegyűlt a maximális számú megrovás (3 db) a második szabadedzésen elkövetett vezetői kihágás miatt
3. ↑  3 rajthelyes büntetést kapott, amiért az utolsó portland-i versenyen Edoardo Mortara-val ütközött

### Futam
| Poz. | #  | Versenyző              | Csapat                           | Idő/kiesés oka | Rajthely | Pontok |
| ---- | -- | ---------------------- | -------------------------------- | -------------- | -------- | ------ |
| 1.   | 94 | Pascal Wehrlein        | TAG Heuer Porsche Formula E Team | 55:15.663      | 3.       | 25     |
| 2.   | 9  | Mitch Evans            | Jaguar TCS Racing                | +0.617         | 1.       | 18+3+1 |
| 3.   | 16 | Sébastien Buemi        | Envision Racing                  | +1.457         | 2.       | 15     |
| 4.   | 21 | Nyck de Vries          | Mahindra Racing                  | +2.290         | 14.      | 12     |
| 5.   | 48 | Edoardo Mortara        | Mahindra Racing                  | +13.897        | 16.      | 10     |
| 6.   | 51 | Nico Müller            | ABT CUPRA Formula E Team         | +14.227        | 6.       | 8      |
| 7.   | 37 | Nick Cassidy           | Jaguar TCS Racing                | +14.725        | 17.      | 6      |
| 8.   | 8  | Sam Bird               | NEOM McLaren Formula E Team      | +15.209        | 12.      | 4      |
| 9.   | 2  | Stoffel Vandoorne      | DS Penske                        | +15.794        | 20.      | 2      |
| 10.  | 17 | Norman Nato            | Andretti Formula E               | +16.515        | 4.       | 1      |
| 11.  | 11 | Lucas di Grassi        | ABT CUPRA Formula E Team         | +16.977        | 19.      | N/A    |
| 12.  | 3  | Sérgio Sette Câmara    | ERT Formula E Team               | +17.419        | 22.      | N/A    |
| 13.  | 33 | Dan Ticktum            | ERT Formula E Team               | +18.249        | 18.      | N/A    |
| 14.  | 23 | Sacha Fenestraz        | Nissan Formula E Team            | +18.712        | 13.      | N/A    |
| 15.  | 22 | Oliver Rowland         | Nissan Formula E Team            | +21.036        | 7.       | N/A    |
| 16.  | 1  | Jake Dennis            | Andretti Formula E               | +33.186        | 10.      | N/A    |
| 17.  | 25 | Jean-Éric Vergne       | DS Penske                        | +45.199        | 5.       | N/A    |
| 18.  | 18 | Jehan Daruvala         | Maserati MSG Racing              | +1 kör         | 15.      | N/A    |
| Ki   | 7  | Maximilian Günther     | Maserati MSG Racing              | Váltó          | 11.      | N/A    |
| 20.  | 5  | Jake Hughes            | NEOM McLaren Formula E Team      | Baleset        | 21.      | N/A    |
| 21.  | 13 | António Félix da Costa | TAG Heuer Porsche Formula E Team | Baleset        | 9.       | N/A    |
| 22.  | 4  | Robin Frijns           | Envision Racing                  | Baleset        | 8.       | N/A    |

## 2. verseny

### 3. szabadedzés
| Poz. | #  | Versenyző              | Csapat                           | Idő      | Különbség |
| ---- | -- | ---------------------- | -------------------------------- | -------- | --------- |
| 1    | 22 | Oliver Rowland         | Nissan Formula E Team            | 1:10.127 | N/A       |
| 2    | 94 | Pascal Wehrlein        | TAG Heuer Porsche Formula E Team | 1:10.138 | +0.011    |
| 3    | 25 | Jean-Éric Vergne       | DS Penske                        | 1:10.150 | +0.023    |
| 4    | 7  | Maximilian Günther     | Maserati MSG Racing              | 1:10.190 | +0.063    |
| 5    | 4  | Robin Frijns           | Envision Racing                  | 1:10.202 | +0.075    |
| 6    | 18 | Jehan Daruvala         | Maserati MSG Racing              | 1:10.220 | +0.093    |
| 7    | 16 | Sébastien Buemi        | Envision Racing                  | 1:10.254 | +0.127    |
| 8    | 33 | Dan Ticktum            | ERT Formula E Team               | 1:10.307 | +0.180    |
| 9    | 51 | Nico Müller            | ABT CUPRA Formula E Team         | 1:10.317 | +0.190    |
| 10   | 2  | Stoffel Vandoorne      | DS Penske                        | 1:10.357 | +0.230    |
| 11   | 23 | Sacha Fenestraz        | Nissan Formula E Team            | 1:10.372 | +0.245    |
| 12   | 1  | Jake Dennis            | Andretti Formula E               | 1:10.583 | +0.456    |
| 13   | 13 | António Félix da Costa | TAG Heuer Porsche Formula E Team | 1:10.615 | +0.488    |
| 14   | 8  | Sam Bird               | NEOM McLaren Formula E Team      | 1:10.626 | +0.499    |
| 15   | 11 | Lucas di Grassi        | ABT CUPRA                        | 1:10.632 | +0.505    |
| 16   | 48 | Edoardo Mortara        | Mahindra Racing                  | 1:10.634 | +0.507    |
| 17   | 9  | Mitch Evans            | Jaguar TCS Racing                | 1:10.641 | +0.514    |
| 18   | 21 | Nyck de Vries          | Mahindra Racing                  | 1:10.683 | +0.556    |
| 19   | 17 | Norman Nato            | Andretti Formula E               | 1:10.750 | +0.623    |
| 20   | 3  | Sérgio Sette Câmara    | ERT Formula E Team               | 1:10.786 | +0.659    |
| 21   | 5  | Jake Hughes            | NEOM McLaren Formula E Team      | 1:10.889 | +0.762    |
| 22   | 37 | Nick Cassidy           | Jaguar TCS Racing                | N/A      | N/A       |

### Időmérő

#### Csoportkör

##### A csoport
| Poz. | #  | Versenyző       | Csapat                           | Idő      | Különbség |
| ---- | -- | --------------- | -------------------------------- | -------- | --------- |
| 1    | 37 | Nick Cassidy    | Jaguar TCS Racing                | 1:10.323 | N/A       |
| 2    | 94 | Pascal Wehrlein | TAG Heuer Porsche Formula E Team | 1:10.468 | +0.145    |
| 3    | 8  | Sam Bird        | NEOM McLaren Formula E Team      | 1:10.651 | +0.328    |
| 4    | 4  | Robin Frijns    | Envision Racing                  | 1:10.655 | +0.332    |
|      |    |                 |                                  |          |           |
| 5    | 22 | Oliver Rowland  | Nissan Formula E Team            | 1:10.681 | +0.358    |
| 6    | 18 | Jehan Daruvala  | Maserati MSG Racing              | 1:10.759 | +0.436    |
| 7    | 33 | Dan Ticktum     | ERT Formula E Team               | 1:10.790 | +0.467    |
| 8    | 5  | Jake Hughes     | NEOM McLaren Formula E Team      | 1:10.797 | +0.474    |
| 9    | 16 | Sébastien Buemi | Envision Racing                  | 1:10.800 | +0.477    |
| 10   | 23 | Sacha Fenestraz | Nissan Formula E Team            | 1:10.922 | +0.599    |
| 11   | 1  | Jake Dennis     | Andretti Formula E               | 1:11.009 | +0.686    |

##### B csoport
| Poz. | #  | Versenyző              | Csapat                           | Idő      | Különbség |
| ---- | -- | ---------------------- | -------------------------------- | -------- | --------- |
| 1    | 7  | Maximilian Günther     | Maserati MSG Racing              | 1:10.395 | N/A       |
| 2    | 9  | Mitch Evans            | Jaguar TCS Racing                | 1:10.509 | +0.114    |
| 3    | 2  | Stoffel Vandoorne      | DS Penske                        | 1:10.572 | +0.177    |
| 4    | 25 | Jean-Éric Vergne       | DS Penske                        | 1:10.592 | +0.197    |
|      |    |                        |                                  |          |           |
| 5    | 13 | António Félix da Costa | TAG Heuer Porsche Formula E Team | 1:10.597 | +0.202    |
| 6    | 17 | Norman Nato            | Andretti Formula E               | 1:10.745 | +0.350    |
| 7    | 11 | Lucas di Grassi        | ABT CUPRA Formula E Team         | 1:10.748 | +0.353    |
| 8    | 51 | Nico Müller            | ABT CUPRA Formula E Team         | 1:10.797 | +0.402    |
| 9    | 3  | Sérgio Sette Câmara    | ERT Formula E Team               | 1:10.840 | +0.445    |
| 10   | 48 | Edoardo Mortara        | Mahindra Racing                  | 1:10.966 | +0.571    |
| 11   | 21 | Nyck de Vries          | Mahindra Racing                  | 1:10.983 | +0.588    |

#### Párbaj
|  | Negyeddöntő | Negyeddöntő        | Negyeddöntő        |                    |  | Középdöntő | Középdöntő | Középdöntő |  |  | Döntő | Döntő | Döntő |  |
|  |             |                    |                    |                    |  |            |            |            |  |  |       |       |       |  |
|  | A2          | Pascal Wehrlein    | Pascal Wehrlein    |                    |  |            |            |            |  |  |       |       |       |  |
|  | A2          | Pascal Wehrlein    | Pascal Wehrlein    |                    |  |            |            |            |  |  |       |       |       |  |
|  | A3          | Sam Bird           | Sam Bird           |                    |  |            |            |            |  |  |       |       |       |  |
|  | A3          | Sam Bird           | Sam Bird           | Nick Cassidy       |  |            |            |            |  |  |       |       |       |  |
|  |             |                    |                    |                    |  |            |            |            |  |  |       |       |       |  |
|  |             |                    | Pascal Wehrlein    |                    |  |            |            |            |  |  |       |       |       |  |
|  | A1          | Nick Cassidy       | Nick Cassidy       |                    |  |            |            |            |  |  |       |       |       |  |
|  | A1          | Nick Cassidy       | Nick Cassidy       |                    |  |            |            |            |  |  |       |       |       |  |
|  | A4          | Robin Frijns       | Robin Frijns       |                    |  |            |            |            |  |  |       |       |       |  |
|  | A4          | Robin Frijns       | Robin Frijns       | Nick Cassidy       |  |            |            |            |  |  |       |       |       |  |
|  |             |                    |                    |                    |  |            |            |            |  |  |       |       |       |  |
|  |             |                    | Maximilian Günther |                    |  |            |            |            |  |  |       |       |       |  |
|  | B2          | Mitch Evans        | Mitch Evans        |                    |  |            |            |            |  |  |       |       |       |  |
|  | B2          | Mitch Evans        | Mitch Evans        |                    |  |            |            |            |  |  |       |       |       |  |
|  | B3          | Stoffel Vandoorne  | Stoffel Vandoorne  |                    |  |            |            |            |  |  |       |       |       |  |
|  | B3          | Stoffel Vandoorne  | Stoffel Vandoorne  | Maximilian Günther |  |            |            |            |  |  |       |       |       |  |
|  |             |                    |                    |                    |  |            |            |            |  |  |       |       |       |  |
|  |             |                    | Mitch Evans        |                    |  |            |            |            |  |  |       |       |       |  |
|  | B1          | Maximilian Günther | Maximilian Günther |                    |  |            |            |            |  |  |       |       |       |  |
|  | B1          | Maximilian Günther | Maximilian Günther |                    |  |            |            |            |  |  |       |       |       |  |
|  | B4          | Jean-Éric Vergne   | Jean-Éric Vergne   |                    |  |            |            |            |  |  |       |       |       |  |

#### Időmérő eredményének összefoglalója
| Poz. | #  | Versenyző              | Csapat    | A        | B        | ND       | KD       | D        | Rajtrács |
| ---- | -- | ---------------------- | --------- | -------- | -------- | -------- | -------- | -------- | -------- |
| 1.   | 37 | Nick Cassidy           | Jaguar    | 1:10.323 | N/A      | 1:10.212 | 1:10.263 | 1:09.871 | 1.       |
| 2.   | 7  | Maximilian Günther     | Maserati  | N/A      | 1:10.395 | 1:10.281 | 1:10.232 | 1:10.040 | 2.       |
| 3.   | 9  | Mitch Evans            | Jaguar    | N/A      | 1:10.509 | 1:10.200 | 1:10.278 | N/A      | 3.       |
| 4.   | 94 | Pascal Wehrlein        | Porsche   | 1:10.468 | N/A      | 1:10.216 | 1:10.426 | N/A      | 4.       |
| 5.   | 4  | Robin Frijns           | Envision  | 1:10.655 | N/A      | 1:10.318 | N/A      | N/A      | 5.       |
| 6.   | 25 | Jean-Éric Vergne       | DS Penske | N/A      | 1:10.592 | 1:10.355 | N/A      | N/A      | 6.       |
| 7.   | 2  | Stoffel Vandoorne      | DS Penske | N/A      | 1:10.572 | 1:10.434 | N/A      | N/A      | 7.       |
| 8.   | 8  | Sam Bird               | McLaren   | 1:10.651 | N/A      | 1:10.598 | N/A      | N/A      | 8.       |
| 9.   | 22 | Oliver Rowland         | Nissan    | 1:10.681 | N/A      | N/A      | N/A      | N/A      | 9.       |
| 10.  | 13 | António Félix da Costa | Porsche   | N/A      | 1:10.597 | N/A      | N/A      | N/A      | 10.      |
| 11.  | 18 | Jehan Daruvala         | Maserati  | 1:10.759 | N/A      | N/A      | N/A      | N/A      | 11.      |
| 12.  | 17 | Norman Nato            | Andretti  | N/A      | 1:10.745 | N/A      | N/A      | N/A      | 12.      |
| 13.  | 33 | Dan Ticktum            | ERT       | 1:10.790 | N/A      | N/A      | N/A      | N/A      | 13.      |
| 14.  | 11 | Lucas di Grassi        | ABT CUPRA | N/A      | 1:10.748 | N/A      | N/A      | N/A      | 14.      |
| 15.  | 5  | Jake Hughes            | McLaren   | 1:10.797 | N/A      | N/A      | N/A      | N/A      | 15.      |
| 16.  | 51 | Nico Müller            | ABT CUPRA | N/A      | 1:10.797 | N/A      | N/A      | N/A      | 16.      |
| 17.  | 16 | Sébastien Buemi        | Envision  | 1:10.800 | N/A      | N/A      | N/A      | N/A      | 17.      |
| 18.  | 3  | Sérgio Sette Câmara    | ERT       | N/A      | 1:10.840 | N/A      | N/A      | N/A      | 18.      |
| 19.  | 23 | Sacha Fenestraz        | Nissan    | 1:10.922 | N/A      | N/A      | N/A      | N/A      | 19.      |
| 20.  | 48 | Edoardo Mortara        | Mahindra  | N/A      | 1:10.966 | N/A      | N/A      | N/A      | 20.      |
| 21.  | 1  | Jake Dennis            | Andretti  | 1:11.009 | N/A      | N/A      | N/A      | N/A      | 21.      |
| 22.  | 21 | Nyck de Vries          | Mahindra  | N/A      | 1:10.983 | N/A      | N/A      | N/A      | 22.      |

### Futam
| Poz. | #  | Versenyző              | Csapat                           | Idő/kiesés oka | Rajthely | Pontok |
| ---- | -- | ---------------------- | -------------------------------- | -------------- | -------- | ------ |
| 1.   | 22 | Oliver Rowland         | Nissan Formula E Team            | 54:30.572      | 9.       | 25     |
| 2.   | 94 | Pascal Wehrlein        | TAG Heuer Porsche Formula E Team | +1.055         | 4.       | 18     |
| 3.   | 9  | Mitch Evans            | Jaguar TCS Racing                | +3.782         | 3.       | 15     |
| 4.   | 16 | Sébastien Buemi        | Envision Racing                  | +4.004         | 17.      | 12     |
| 5.   | 25 | Jean-Éric Vergne       | DS Penske                        | +4.805         | 6.       | 10     |
| 6.   | 51 | Nico Müller            | ABT CUPRA Formula E Team         | +5.202         | 16.      | 8      |
| 7.   | 4  | Robin Frijns           | Envision Racing                  | +5.582         | 5.       | 6      |
| 8.   | 2  | Stoffel Vandoorne      | DS Penske                        | +6.104         | 7.       | 4      |
| 9.   | 11 | Lucas di Grassi        | ABT CUPRA Formula E Team         | +6.667         | 14.      | 2      |
| 10.  | 5  | Jake Hughes            | NEOM McLaren Formula E Team      | +7.107         | 15.      | 1+1    |
| 11.  | 3  | Sérgio Sette Câmara    | ERT Formula E Team               | +7.579         | 18.      | N/A    |
| 12.  | 17 | Norman Nato            | Andretti Formula E               | +8.076         | 12.      | N/A    |
| 13.  | 13 | António Félix da Costa | TAG Heuer Porsche Formula E Team | +9.362         | 10.      | N/A    |
| 14.  | 33 | Dan Ticktum            | ERT Formula E Team               | +9.478         | 13.      | N/A    |
| 15.  | 23 | Sacha Fenestraz        | Nissan Formula E Team            | +19.185        | 19.      | N/A    |
| 16.  | 21 | Nyck de Vries          | Mahindra Racing                  | +43.480        | 22.      | N/A    |
| Ki   | 37 | Nick Cassidy           | Jaguar TCS Racing                | Defekt         | 1.       | +3     |
| Ki   | 7  | Maximilian Günther     | Maserati MSG Racing              | Baleset        | 2.       | N/A    |
| Ki   | 18 | Jehan Daruvala         | Maserati MSG Racing              | Baleset        | 11.      | N/A    |
| Ki   | 8  | Sam Bird               | NEOM McLaren Formula E Team      | Baleset        | 8.       | N/A    |
| Ki   | 48 | Edoardo Mortara        | Mahindra Racing                  | Baleset        | 20       | N/A    |
| Ki   | 1  | Jake Dennis            | Andretti Formula E               | Baleset        | 21.      | N/A    |